# بريسكو بالدوين
بريسكو بالدوين (بالإنجليزية: Briscoe Baldwin)‏ هو قاضي ومحامي وسياسي أمريكي، ولد في 18 يناير 1789 في وينشستر في الولايات المتحدة، وتوفي في 18 مايو 1852.